# NGC 1187
NGC 1187 ist eine Balkenspiralgalaxie vom Hubble-Typ SB(r)c im Sternbild Eridanus südlich des Himmelsäquators. Sie ist schätzungsweise 59 Millionen Lichtjahre von der Milchstraße entfernt und hat einen Scheibendurchmesser von etwa 100.000 Lj. Sie hat mit PGC 11469 eine rund 25.000 Lj durchmessende Begleitgalaxie.
Innerhalb der vergangenen 30 Jahre konnten Astronomen zwei Supernova-Explosion in dieser Galaxie beobachten: Im Oktober 1982 SN 1982R, im Jahr 2007 SN 2007Y.
Das Objekt wurde am 9. Dezember 1784 von dem deutsch-britischen Astronomen William Herschel entdeckt.